# Дева (миномётный комплекс)
«Де́ва» (Индекс комплекса — 2К32) — российский самоходный миномётный комплекс. 
2К32 разработан в ЦНИИ «Буревестник» (Нижний Новгород).

## Описание конструкции
Миномётный комплекс 2К32 создан для повышения мобильности, а также общей эффективности миномётных батарей горных подразделений Сухопутных войск России. 2К32 обеспечивает уничтожение живой силы противника, находящейся в окопах или легкобронированной технике.
В состав миномётного комплекса 2К32 входят: миномёт 2Б24, а также самоходное легкобронированное шасси на базе МТ-ЛБ 2С24 с монтажным комплектом 2Ф510-2.

### Вооружение

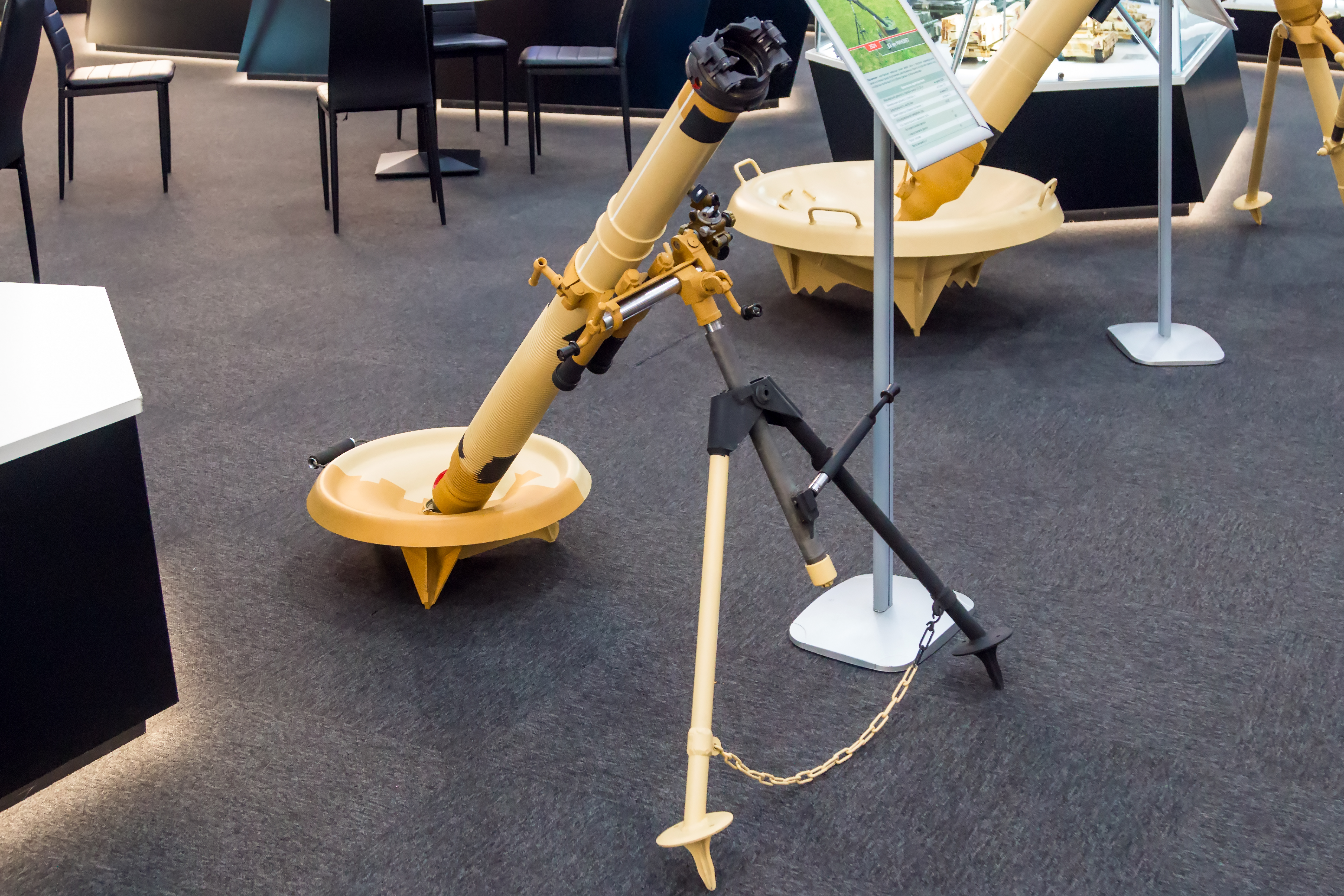
Миномёт 2Б24.

В качестве основного вооружения используется 82-мм миномёт 2Б24. Стрельба может вестись как из машины, так и с грунта. Дополнительно, на шасси установлена пулемётная турель ТКБ-01-1 с 7,62-мм пулемётом ПКТ, возимый боекомплект составляет 1500 патронов. Вместо 7,62-мм пулемёта может быть установлен 12,7-мм зенитный пулемёт КОРД.

#### Миномёт 2Б24
Миномёт 2Б24 представляет собой усовершенствованную версию миномёта 2Б14-1 «Поднос». Изменения коснулись конструкции плиты. Для предотвращения двойного заряжания на 2Б24 установлен новый усовершенствованный предохранительный механизм. Заряжание производится с дульной стороны. При стрельбе 2Б24 опирается на двуногу-лафет, которая придаёт необходимые углы наведения. Без перестановки двуноги горизонтальные углы наведения составляют от −4 до +4°. В казённой части ствола установлен стреляюще-предохранительный механизм, позволяющий безопасно разрядить миномёт в случае осечки. Масса миномёта составляет 45 кг. Скорострельность — до 20 выстрелов в минуту. Также имеется возможность использования нового типа артиллерийских мин 3-О-26, благодаря которым дальность стрельбы по сравнению с 2Б14 была увеличена до 6 км.

#### Применяемые боеприпасы
| Номенклатура боеприпасов            |             |               |                |              |                                  |                                     |
| Индекс выстрела                     | Индекс мины | Индекс заряда | Масса мины, кг | Масса ВВ, кг | Площадь поражения живой силы, м² | Максимальная дальность стрельбы, км |
| Новые                               |             |               |                |              |                                  |                                     |
| Осколочные                          |             |               |                |              |                                  |                                     |
| 3ВО36                               | 3-О-26      |               |                |              |                                  | 6,0                                 |
| Выстрелы для миномётов БМ-37 и 2Б14 |             |               |                |              |                                  |                                     |
| Осколочные                          |             |               |                |              |                                  |                                     |
| 53-ВО-832Д                          | 53-О-832Д   | 54-Ж-832Д(У)  | 3,1            | 0,454        | 715                              | 3,107                               |
| 3ВО1                                | 53-О-832ДУ  | 54-Ж-832ДУ    | 3,1            | 0,454        | 715                              | 3,107                               |
| 3ВО1                                | 53-О-832ДУ  | 4Д2           | 3,1            | 0,454        | 715                              | 3,922                               |
| 3ВО12                               | 3-О-12      | 54-Ж-832ДУ    | 3,1            | 0,441        |                                  | 3,107                               |
| 3ВО18                               | 3-О-12      | 4Д2           | 3,1            | 0,441        |                                  | 3,922                               |
| Дымовые                             |             |               |                |              |                                  |                                     |
| 53-ВД-832                           | 53-Д-832    | 54-Ж-832Д(У)  | 3,4            | 0,066        | —                                | 2,831                               |
| 53-ВД-832С                          | 53-Д-832С   | 54-Ж-832Д(У)  | 3,4            | 0,066        | —                                | 2,831                               |
| 53-ВД-832А                          | 53-Д-832А   | 54-Ж-832Д(У)  | 3,4            | 0,066        | —                                | 2,831                               |
| 53-ВД-832ДУ                         | 53-Д-832ДУ  | 54-Ж-832Д(У)  | 3,47           | 0,066        | —                                | 2,831                               |
| Осветительные                       |             |               |                |              |                                  |                                     |
| 53-ВС-832С                          | 53-С-832С   | 54-Ж-832Д(У)  | 3,5            | 0,006        | —                                | 2,731                               |
| 53-ВС-832К                          | 53-С-832К   | 54-Ж-832Д(У)  | 3,5            | 0,006        | —                                | 2,731                               |
| 3ВС25                               | 53-С-832С   | 4Д2           | 3,5            | 0,006        | —                                | 3,732                               |
| 3ВС25М                              | 53-С-832СМ  | 54-Ж-832Д(У)  | 3,5            | 0,006        | —                                | 2,731                               |
| 3ВС25М                              | 53-С-832СМ  | 4Д2           | 3,5            | 0,006        | —                                | 3,732                               |
| Агитационные                        |             |               |                |              |                                  |                                     |
| 53-ВА-832А                          | 53-А-832А   | 54-Ж-832Д(У)  | 4,5            | 0,015        | —                                | 2,025                               |

## Операторы
Россия — 36 комплексов 2К32 должны были быть отгружены в 2011 году для МВД России